# James Avery (acteur)
James La Rue Avery senior (Atlantic City, 27 november 1945 – Glendale, 31 december 2013) was een Amerikaans acteur.
Zijn bekendste rol is die van oom/gezinshoofd en advocaat (later rechter) Philip Banks in de komedieserie The Fresh Prince of Bel-Air, die door Will steevast "Uncle Phil" werd genoemd.
Naast acteerwerk en het schrijven van scenario's voor de televisie heeft Avery zijn stem geleend aan tientallen tekenfilmfiguren, zoals the Shredder uit de tekenfilmserie Teenage Mutant Ninja Turtles uit 1987-1996.
Op 31 december 2013 stierf Avery op 68-jarige leeftijd in het Glendale Memorial Medical Center. 
Avery's publicist, Cynthia Snyder, vertelde de Associated Press dat Avery stierf na complicaties van openhartoperaties. 
Janet Hubert, die zijn vrouw Vivian speelde in The Fresh Prince of Bel-Air gedurende de eerste drie seizoenen, zei na zijn dood: "RIP James, de hele wereld is een podium, en we zijn allemaal slechts spelers in deze productie genaamd LEVEN."  Will Smith gaf commentaar op de dood van Avery en zei: "Enkele van mijn beste lessen in acteren, leven en een respectabel mens zijn, kwamen van James Avery. Elke jonge man heeft een oom Phil nodig. Rust zacht."  Joseph Marcell (Geoffrey) noemde Avery een 'vriendelijke reus'. 
De overblijfselen van Avery werden gecremeerd en verspreid in de buurt van de Stille Oceaan. 
In april 2020 heeft Will Smith de cast van The Fresh Prince of Bel Air herenigd op een videoconferentie ter ere van Avery's beste momenten in de show.

## Filmografie
- Go, Bolivia, Go! (televisiefilm, 2013) - Commissaris Morocco
- Hunt for the Labyrinth Killer (televisiefilm, 2013) - Rechter Parsons
- Call Me Crazy: A Five Film (televisiefilm, 2013) - Dr. Beckett
- Harry's Law (televisieserie) - Fred Billings (afl. Les Horribles, 2012)
- Grey's Anatomy (televisieserie) - Sam (afl. One Step Too Far, 2012)
- Valediction (korte film, 2011) - Edward
- Kinect Disneyland Adventures (computerspel, 2011) - Br'er Bear (Stem)
- The Problem Solverz (televisieserie) - Ninja Master Head (Stem, afl. Hide and Seek Ninjaz, 2011)
- Things We Do for Love (televisieserie) - Gordon (3 afl. 2011)
- Not Your Time (korte film, 2010) - Haig
- The Grind (2010) - Modelo Snipes
- Let the Game Begin (2009) - Mark Hanley
- Sherri (televisieserie) - Redmond (4 afl. 2009)
- Steppin: The Movie (2009) - The Chancellor
- Live with It (korte film, 2008) - Dr. Leon
- His Good Will (korte film, 2008) - Mr. Cooper
- Eli Stone (televisieserie) - Mason Andrews (afl. Wake Me Up Before You Go-Go, 2008)
- Divine Intervention (2007) - Rev. Matthews
- Who's Your Caddy? (2007) - Caddy Mack
- The Closer (televisieserie) - Dr. Crippen (11 afl. 2005-2007)
- Biker Mice from Mars (computerspel, 2007) - Cataclysm/Cat Commando (Stem)
- Take 3 (televisiefilm, 2006) - Rechter Sanderson
- Danika (2006) - Buurman
- Think Tank (2006) - Oom John
- Restraining Order (2006) - Rechter Sanderson
- Living with Fran (televisieserie) - Mr. Bryant (afl. Learning with Fran, 2005)
- A Christmas Wish (korte film, 2005) - Engel
- Wheelmen (2005) - Vicepresident
- The Third Wish (2005) - George
- Lethal Eviction (2005) - Gus
- Star Trek: Enterprise (televisieserie) - General K'Vagh (afl. Affliction, 2005|Divergence, 2005)
- My Wife and Kids (televisieserie) - Professor Tillman (afl. Study Buddy, 2005)
- All of Us (televisieserie) - Lucas, Tia's vader (afl. I Saw Tia Kissing Santa Claus, 2003|Parent's Just Don't Understand, 2004)
- That's So Raven (televisieserie) - Presto Jones (afl. Opportunity Shocks, 2004)
- Girlfriends (televisieserie) - Dr. Couch (afl. Maybe Baby, 2004)
- Hair Show (2004) - Seymour Gold
- NYPD Blue (televisieserie) - Steve Pines (afl. Great Balls of Ire, 2004)
- Raise Your Voice (2004) - Mr. Gantry
- Charmed (televisieserie) - Zola (afl. A Call to Arms, 2004)
- That '70s Show (televisieserie) - Officer Kennedy (3 afl. 2004)
- All About the Andersons (televisieserie) - Roscoe (afl. Flo's Dream, 2003)
- Street Smarts (televisieserie) - Deelnemer (afl. Episode 16 mei, 2003)
- Soul Food (televisieserie) - Walter Carter (4 afl. 2001-2003)
- Medical Examiners (televisieserie) - Dr. Erkhart (afl. Conspiracy, 2003)
- Reba (televisieserie) - Rechter Samuel Bennett (afl. The Feud, 2003)
- The Division (televisieserie) - Charles Haysbert (9 afl. 2002-2003)
- Nancy Drew (televisiefilm, 2002) - Prof. Shifflin
- Judging Amy (televisieserie) - Mr. Ruff (afl. Damage Control, 2002)
- Dharma & Greg (televisieserie) - Walter (afl. Love, Honor & Olé!, 2000|afl. Mission: Implausible, 2002)
- Philly (televisieserie) - Dean Mark Clivner (afl. Here Comes the Judge, 2002)
- Chasing Sunsets (2001) - Mr. Burken
- The Proud Family (televisieserie) - Crandall Smythe (afl. Spelling Bee, 2001)
- The Legend of Tarzan (televisieserie) - Keewazi (4 afl. 2001, stem)
- Epoch (televisiefilm, 2000) - Dr. Solomon Holt
- Dr. Dolittle 2 (2001) - Eldon
- Honeybee (2001) - Larry Dukes
- Strong Medicine (televisieserie) - Harold Jenkins (afl. Wednesday Night Fever, 2001)
- The Jamie Foxx Show (televisieserie) - Eerwaarde (afl. Always and Forever, 2001)
- Bull (televisieserie) - Prof. Gilbert Granville (afl. What the Past Will Bring, 2000)
- Two Guys, a Girl and a Pizza Place (televisieserie) - Rechter (afl. Rescue Me, 2000)
- CSI: Crime Scene Investigation (televisieserie) - Preston Cash (afl. Unfriendly Skies, 2000)
- Pepper Ann (televisieserie) - Mr. Clapper (3 afl. 1999-2000, stem)
- One World (televisieserie) - William Richard (afl. Guess Who's Coming to Dinner, 2000)
- Dancing in September (2000) - Mr. Warner
- Family Law (televisieserie) - Rol onbekend (afl. Damages, 1999)
- After Romeo (1999) - Rol onbekend
- Out in Fifty (1999) - Cappy
- For Your Love (televisieserie) - Eerwaarde Hicks (afl. Mother Load, 1999)
- King's Pawn (televisieserie) - Cecil (afl. Pilot, 1999)
- Vengeance Unlimited (televisieserie) - Rechter Christopher Washington (afl. Legalese, 1999)
- The Wild Thornberrys (televisieserie) - Gorilla (afl. Valley Girls, 1998, voice-over)
- In the House (televisieserie) - Sampson Stanton (afl. My Pest Friend's Wedding, 1998)
- The Advanced Guard (televisiefilm, 1998) - Fred, Captive Security Guard
- 12 Bucks (1998) - Slow
- You Lucky Dog (televisiefilm, 1998) - Calvin
- Sparks (televisieserie) - Alonzo Sparks (Afl. onbekend, 1996-1998)
- Extreme Ghostbusters (televisieserie) - Danny (afl. Dry Spell, 1997, voice-over)
- Spider-Man (televisieserie) - War Machine/Jim Rhodes (afl. Sins of the Fathers Chapter 11: Carnage, 1996, voice-over)
- In the House (televisieserie) - Mediator (afl. Love on a One-Way Street, 1996)
- Captain Simian & The Space Monkeys (televisieserie) - Gor-illa (afl. Splitzy's Choice, 1996|Invasion of the Banana Snatchers, 1996, voice-over)
- The Fresh Prince of Bel-Air (televisieserie) - Philip Banks (146 afl. 1990-1996)
- Duckman: Private Dick/Family Man (televisieserie) - Rol onbekend (afl. The Road to Dendron, 1996, voice-over)
- Gargoyles (televisieserie) - The Shaman (afl. Walkabout, 1996, voice-over)
- Spirit Lost (1996) - Dr. Glidden
- Murder One (televisieserie) - Rechter Nathaniel Alexander (afl. Chapter Five, 1995)
- The Brady Bunch Movie (1995) - Mr. Steve Yeager
- Iron Man (televisieserie) - James R. 'Rhodey' Rhodes (Afl. onbekend, 1994-1995, voice-over)
- Aladdin (televisieserie) - Haroud Hazi Bin (Afl. onbekend, 1994-1995, voice-over)
- A Friend to Die For (televisiefilm, 1994) - Agent Gilwood
- Hart to Hart: Old Friends Never Die (televisiefilm, 1994) - Schaakspeler
- Duckman: Private Dick/Family Man (televisieserie) - Rol onbekend (afl. It's the Thing of the Principal, 1994)
- Teenage Mutant Ninja Turtles (televisieserie) - Shredder (130 afl. 1987-1994, voice-over)
- Without Warning: Terror in the Towers (televisiefilm, 1993) - Fred Ferby
- Little Miss Millions (1993) - Agent Noah Hollander
- Roc (televisieserie) - Dale Hammers (afl. The Car Accident from Heaven, 1992)
- L.A. Law (televisieserie) - Rechter Michael Conover (9 afl. 1988-1992)
- The Linguini Incident (1991) - Phil
- Shout (1991) - Midnight Rider (Voice-over)
- The Legend of Prince Valiant (televisieserie) - Sir Bryant (9 afl.)
- Teenage Mutant Ninja Turtles: Planet of the Turtleoids (televisiefilm, 1991) - Shredder (Voice-over)
- Beastmaster 2: Through the Portal of Time (1991) - Caberly
- To My Daughter (televisiefilm, 1990) - Rol onbekend
- Teenage Mutant Ninja Turtles: The Cufflink Caper (televisiefilm, 1990) - Shredder (Voice-over)
- Night Court (televisieserie) - Rechter Hopkins (afl. Wedding Bell Blues: Part 1, 1990)
- Capital News (televisiefilm, 1990) - Rol onbekend
- FM (televisieserie) - Quentin Lamoreaux (Afl. onbekend, 1989-1990)
- Turn Back the Clock (televisiefilm, 1989) - Physical Therapist
- Amen (televisieserie) - Rev. Crawford (5 afl. 1986, 1988, 3 keer 1989)
- A Different World (televisieserie) - The Pin Punisher (afl. To Have and Have Not, 1989)
- Valerie (televisieserie) - Mr. Erdman (afl. License to Drive, 1989)
- Splash Mountain (videogame, 1989) - Br'er Frog (Voice-over)
- Roe vs. Wade (televisiefilm, 1989) - Rol onbekend
- Full Exposure: The Sex Tapes Scandal (televisiefilm, 1989) - Earl
- License to Drive (1988) - Les' DMV Examinator
- 227 (televisieserie) - Jo-Jo (afl. My Aching Back, 1988)
- Beauty and the Beast (televisieserie) - Winslow (afl. The Alchemist, 1988|Fever, 1988|To Reign in Hell, 1988)
- Dallas (televisieserie) - Rechter Fowler (afl. Malice in Dallas, 1988)
- Nightflyers (1987) - Darryl
- Valerie (televisieserie) - Rechter N. Keller (afl. Hogan vs. Hogan, 1987)
- Jake and the Fatman (televisiefilm, 1987) - Rol onbekend
- Three for the Road (1987) - Clarence
- Timestalkers (televisiefilm, 1987) - Blacksmith
- Body Count (1987) - Rol onbekend
- Deadly Daphne's Revenge (1987) - Rechercheur
- Jake's M.O. (1987) - Abel Barnes
- Teenage Mutant Ninja Turtles (miniserie, 1987) - The Shredder (Oroku Saki) (Voice-over)
- Fist of the North Star (televisieserie) - Fang (1984-1987, voice-over)
- Rock 'n' Wrestling (televisieserie) - The Junkyard Dog (Afl. onbekend, 1985-1987)
- Sunday Drive (televisiefilm, 1986) - Oliver
- The Real Ghost Busters (televisieserie) - Killerwatt (afl. Killerwatt, 1986, voice-over)
- Extremities (1986) - Beveiligingsbeambte
- Condor (televisiefilm, 1986) - Cas
- Stoogemania (1986) - Gulch
- Samaritan: The Mitch Snyder Story (televisiefilm, 1986) - Hank Dudney
- The Ladies Club (1986) - Joe
- 8 Million Ways to Die (1986) - Assistent-aanklager
- Rambo (televisieserie) - Turbo (Voice-over, 1986)
- Amazing Stories (televisieserie) - Chief Hanson (afl. Hell Toupee, 1986)
- Fist of the North Star (1986) - Fang (voice-over: Engelse versie)
- Chuck Norris: Karate Kommandos (televisieserie) - Additionele stemmen (afl. onbekend, 1986)
- Moonlighting (televisieserie) - Reuben King (afl. Twas the Episode Before Christmas, 1985)
- The A-Team (televisieserie) - Beveiliger (afl. The Heart of Rock 'n' Roll, 1985)
- Appointment with Fear (1985) - Connors
- Fletch (1985) - Detective #2
- Scarecrow and Mrs. King (televisieserie) - Nabuti (afl. Murder Between Friends, 1985)
- Space (miniserie, 1985) - Jean-Marie
- Kicks (televisiefilm, 1985) - Stanley
- Cagney & Lacey (televisieserie) - Rol onbekend (afl. Who Says It's Fair: Part 1, 1985)
- Street Hawk (televisieserie) - Raadsman Waters (afl. Street Hawk (pilot), 1985)
- ABC Weekend Specials (televisieserie) - Jirimpimbira (afl. onbekend, 1984)
- The Dukes of Hazzard (televisieserie) - Charlie (afl. Cool Hands, Luke & Bo, 1984)
- Webster (televisieserie) - Rechter (afl. Webster Long: Part 2, 1984)
- Going Bananas (televisieserie) - Hank (1984)
- Hardcastle and McCormick (televisieserie) - Rol onbekend (afl. Scared Stiff, 1984)
- Simon & Simon (televisieserie) - Roy (afl. Harm's Way, 1984)
- Legmen (televisieserie) - No Neck (afl. I Shall Be Re-Released, 1984)
- Hill Street Blues (televisieserie) - Tolliver (afl. Ratman and Bobbin, 1984|Nichols from Heaven, 1984|Fuchs Me? Fuchs You!, 1984)
- Simon & Simon (televisieserie) - Huey (afl. Red Dog Blues, 1983)
- The Jeffersons (televisieserie) - Coleman (afl. Father Christmas, 1983)
- Newhart (televisieserie) - Wegenbouwer (afl. Heaven Knows Mr. Utley (afl. , 1983)
- Tales of the Gold Monkey (televisieserie) - Gabriel (afl. God Save the Queen, 1983)
- Antony and Cleopatra (televisiefilm, 1983) - Mardian
- The Stunt Man (1980) - Rol onbekend (Niet op aftiteling)
- The Blues Brothers (1980) - Man die danst buiten Rays winkel (Niet op aftiteling)

- Bibliothèque nationale de France: cb15034021d (data)
- Gemeinsame Normdatei: 1233489488
- International Standard Name Identifier: 0000 0001 1491 1356
- Library of Congress Control Number: no99016427
- Nationale bibliotheek van Australië: 42591400
- Trove: 1458218
- Virtual International Authority File: 46392657
- WorldCat: E39PBJwhBgWh8gyyRv7v7rBHG3